# Saint-Rémy-l'Honoré
Saint-Rémy-l'Honoré è un comune francese di 1 417 abitanti situato nel dipartimento degli Yvelines nella regione dell'Île-de-France.

## Società

### Evoluzione demografica
Abitanti censiti